# Kastekniv
En kastekniv er en kniv, der er særligt fremstillet og vægtet, så den kan bruges til at blive kastet. De er en særlig kategori af normale knive.
Kasteknive optræder i mange kulturer overalt i verden, og der er blevet udviklet utallige teknikker til at kaste dem, ligesom de findes i utallige udformninger.
Kasteknive bruges også i sport.